# Горбунов, Григорий Климентьевич
Григорий Климентьевич Горбунов (1834—1923) — предприниматель, председатель общины Преображенского кладбища (Москва), старообрядец-федосеевец.

## Биография
Родился 10 января 1834 года в селе Широково Нерехтского уезда Костромской губернии (ныне Фурмановский район Ивановской области) в старообрядческой семье.
Ещё дед Григория — Осип Афанасьевич, основал небольшое семейное дело по ручной обработке пряжи, продолженное сначала его сыновьями Андреем и Климентом, а затем внуками — сыновьями Климента Горбунова. Производство значительно расширилось благодаря энергичной деятельности Григория Горбунова — в 1869 году была создана ткацкая фабрика, в 1872 году основан «Торговый дом братьев Григория, Александра и Максима Горбуновых» (в 1882 году был преобразован в паевое «Товарищество бумаготкацкой мануфактуры братьев Г. и А. Горбуновых»). К 1892 году на фабрике было 1650 механических станков и работали 2900 рабочих. Все работники производства были застрахованы, для них строились больницы, школы, ясли.
Будучи успешным предпринимателем, Г. К. Горбунов использовал свои капиталы не только на развитие производства, но и на благотворительность. Он способствовал прокладке железнодорожной ветки Середа—Нерехта. На его средства в Середе (ныне город Фурманов) было построено фабричное училище, а в городе Плёсе — больница (в честь своего погибшего сына). К 500-летию города на его же средства были восстановлены булыжные мостовые, замощены спуски с Соборной горы, отремонтированы многие мосты. Горбунов также вложил свои деньги в строительство в Плёсе водопровода в 1909—1910 годах.
Будучи по вероисповеданию старообрядцем федосеевского толка, Григорий Климентьевич заботился о сохранении древней веры и старообрядческой культуры. Когда в 1907 году была зарегистрирована община Преображенского кладбища в Москве, Горбунов являлся её председателем, затем был избран первым почётным членом общины. В этом же году начала работу старообрядческая типография в Москве, открытая по инициативе Горбунова, в создании которой принимал участие печатник-старообрядец из Вятки — Л. А. Гребнев. Располагалась она в доме по адресу: Преображенское, ул. 9-я рота, специально купленном им в 1905 году на средства, полученные от продажи дома, пожертвованного Преображенскому кладбищу казанской мещанкой Е. Челышевой. В 1910 году для типографии на Преображенском кладбище было построено отдельное здание, и в этом же году Горбунов построил на нём дом для 300 призреваемых. Предприниматель оказывал помощь и другим старообрядческим обществам Москвы, Санкт-Петербурга, Серпухова.
После Октябрьской революции Григорий Горбунов остался в России. В 1918 году власти забрали у него фабрику, дом и имущество были распроданы.
Умер Г. К. Горбунов 18 октября 1923 года. Похоронен на территории бывшей Троицкой старообрядческой часовни (ныне церковь «Покрова Пресвятой Богородицы»), с правой стороны, в г. Середа, ныне Фурманов. Захоронение затеряно в связи с устройством на территории кладбища городского рынка в 1930-х годах.
Был награждён орденом Святого Станислава и другими наградами Российской империи.